# Maia Weintraub
Maia Mei Weintraub (24 de octubre de 2002) es una deportista estadounidense que compite en esgrima, especialista en la modalidad de florete.
Participó en los Juegos Olímpicos de París 2024, obteniendo una medalla de oro en la prueba por equipos (junto con Jacqueline Dubrovich, Lee Kiefer y Lauren Scruggs). Ganó una medalla de plata en el Campeonato Mundial de Esgrima de 2022, en la prueba por equipos.

## Palmarés internacional
| Juegos Olímpicos   | Juegos Olímpicos  | Juegos Olímpicos | Juegos Olímpicos    |
| Año                | Lugar             | Medalla          | Prueba              |
| ------------------ | ----------------- | ---------------- | ------------------- |
| 2024               | París (Francia)   | Medalla de oro   | Florete por equipos |
| Campeonato Mundial |                   |                  |                     |
| Año                | Lugar             | Medalla          | Prueba              |
| 2022               | El Cairo (Egipto) | Medalla de plata | Florete por equipos |